# 金田直
金田 直（かねだ なお、1981年2月8日 - ）は、日本の俳優である。
宮崎県出身。身長179cm。血液型B型。特技は剣道。オフィス羽田野所属。

## 来歴
1998年、第11回「ジュノン・スーパーボーイ・コンテスト」グランプリ受賞。

## 出演

### ドラマ
- 恋愛中毒（テレビ朝日系、2000年）レギュラー
- 伝説の教師（日本テレビ系、2000年）レギュラー
- 金曜エンタテイメント ほんとうにあった怖い話2「遠い夏」（フジテレビ系）
- らぶ・ちゃっと「最終章スペシャル 天国からのメッセージ」（フジテレビ系、2000年）
- 整形美人。（フジテレビ系、2002年）第2話
- 火曜サスペンス劇場「救命病棟2」（日本テレビ系）
- 激漫ティービー「激殺 女蠍野球団 ～いとしの甲子園～」（テレビ東京）
- 西村京太郎からの挑戦状・本格ミステリークイズ芸能界推理王決定戦（日本テレビ系、2006年）

### 映画
- はつ恋

### バラエティ
- 世界ウルルン滞在記～エチオピア編～（2001年、毎日放送・TBS）

### CM
- P&G「フィジーク」
- SUZUKI「CHEVROLET TRAILBLAZER」
- Coca-Cola「シドニーオリンピック編」

### 舞台
- 君を感じる時（青山円形劇場公演）主演

### Vシネマ
- バルドゥ

### DVD
- スピードファントム（2005年）